# Agriopis marginaria
Agriopis marginaria là một loài bướm đêm trong họ Geometridae.

## Hình ảnh

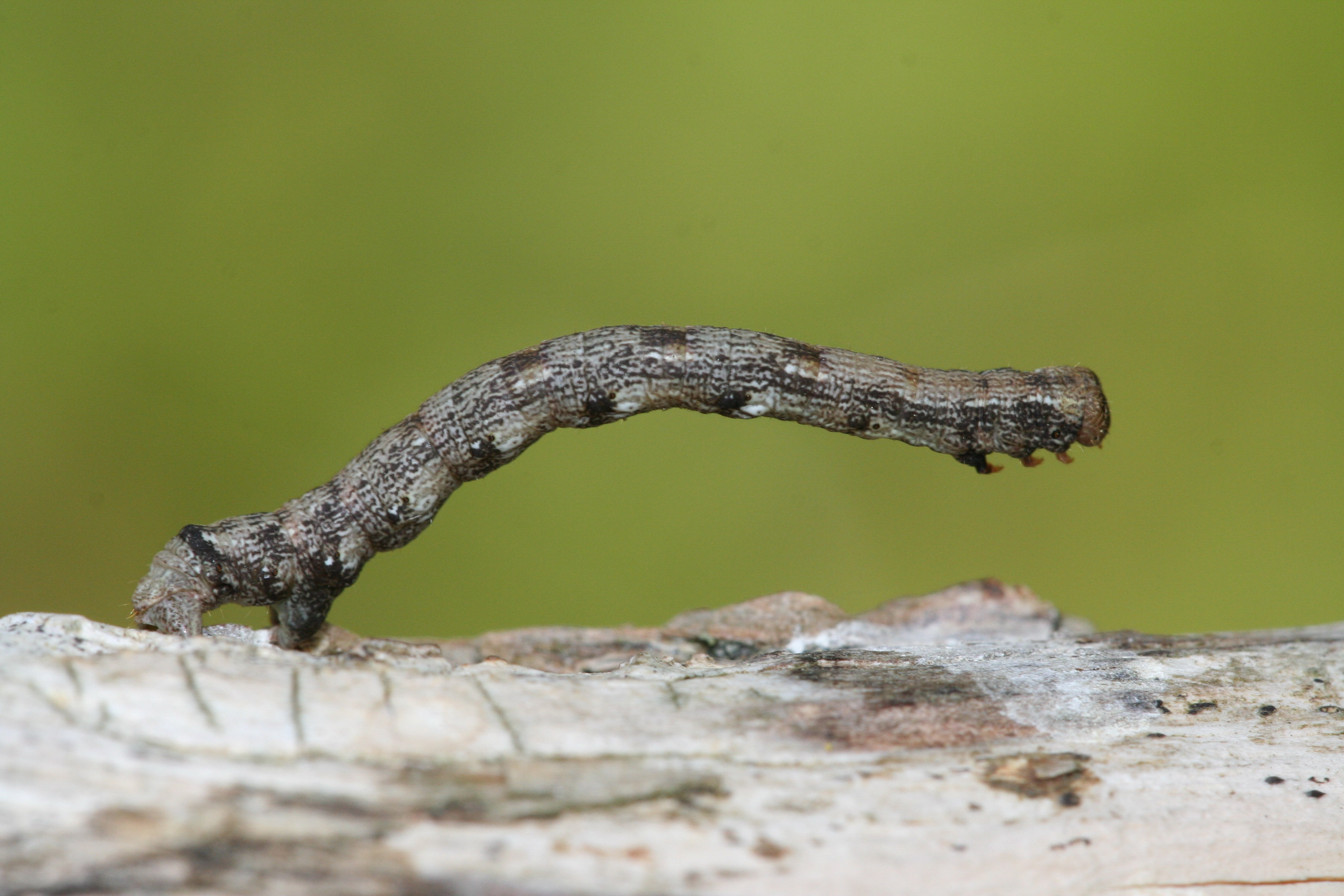
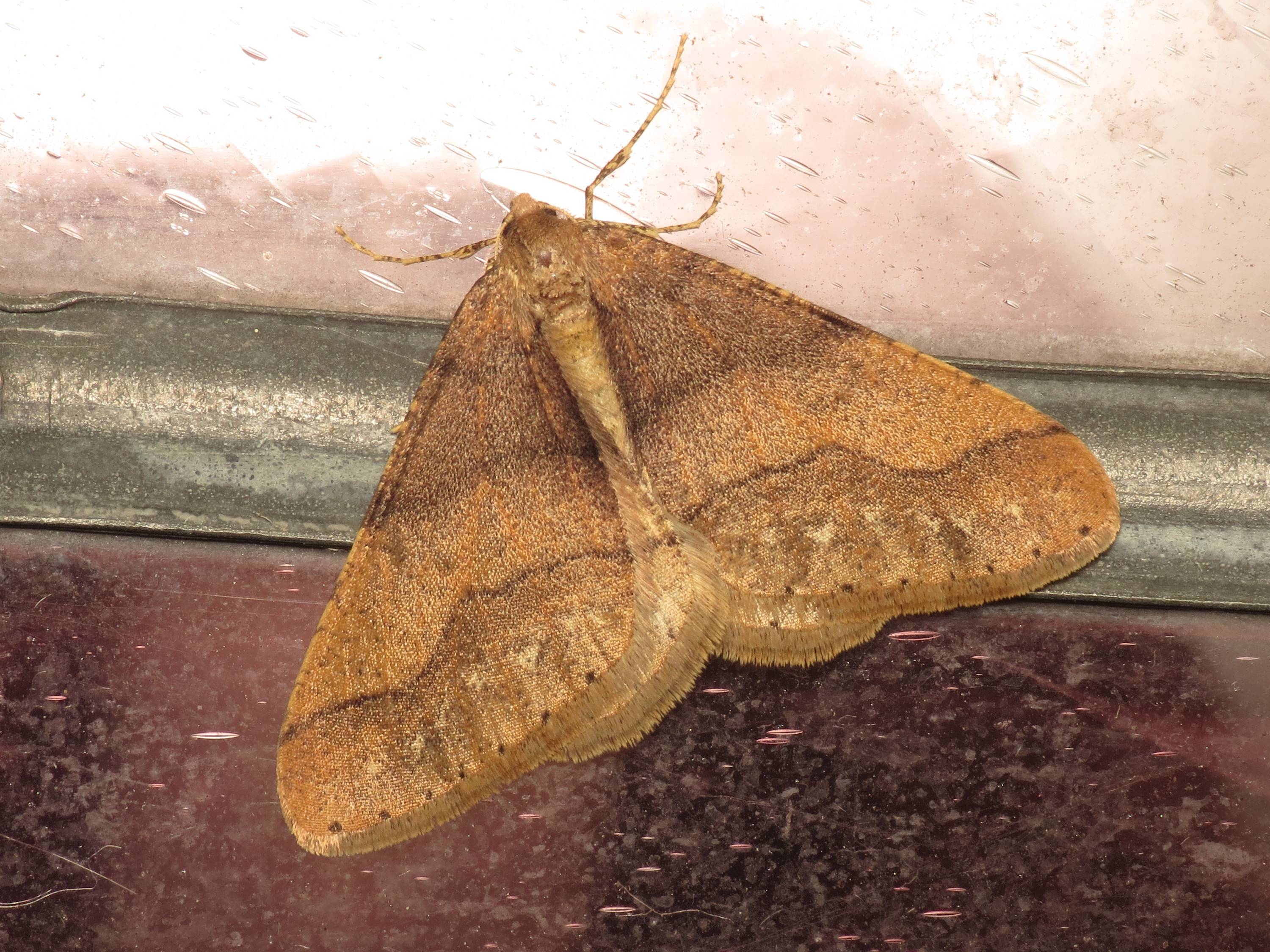
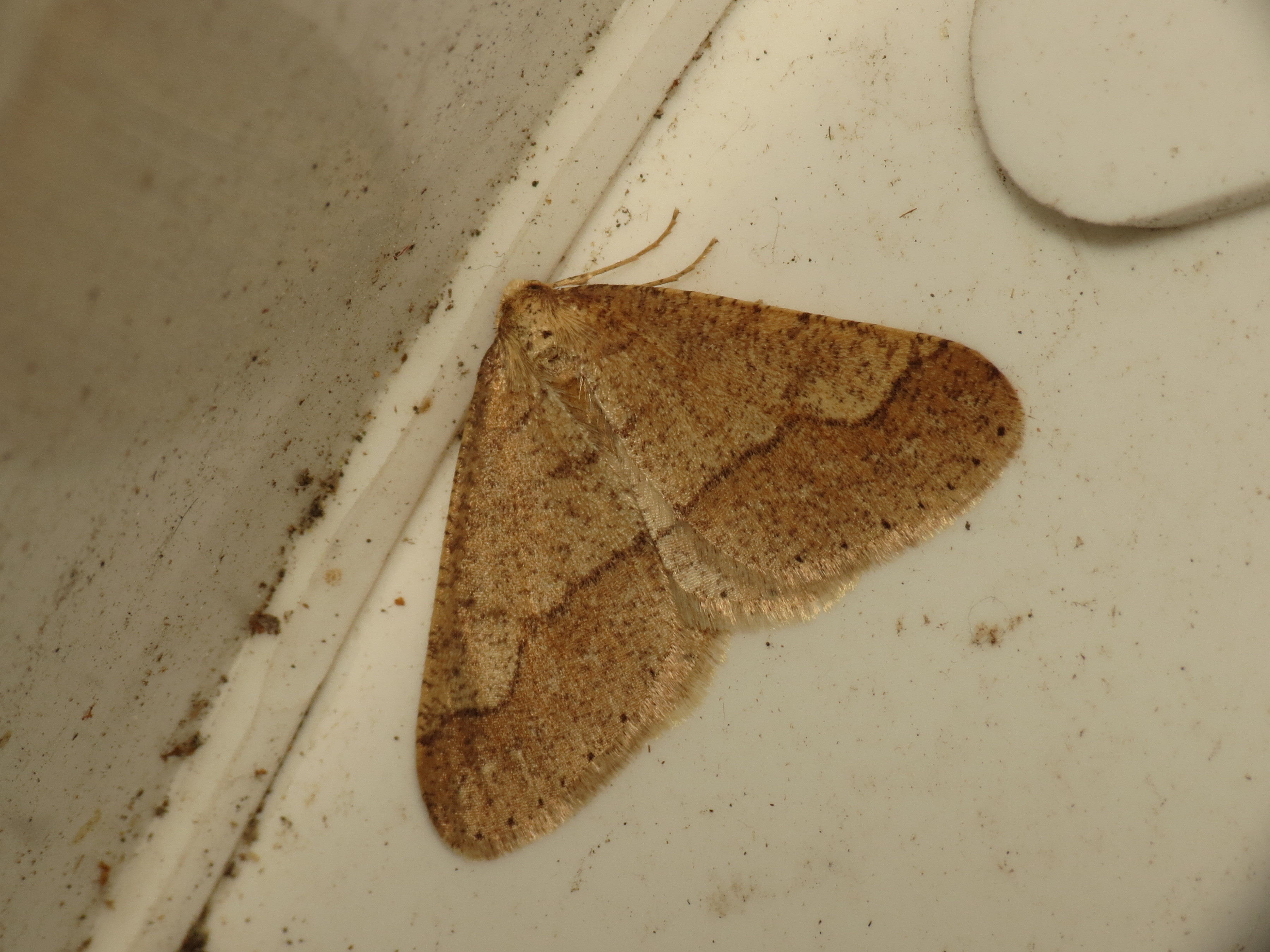
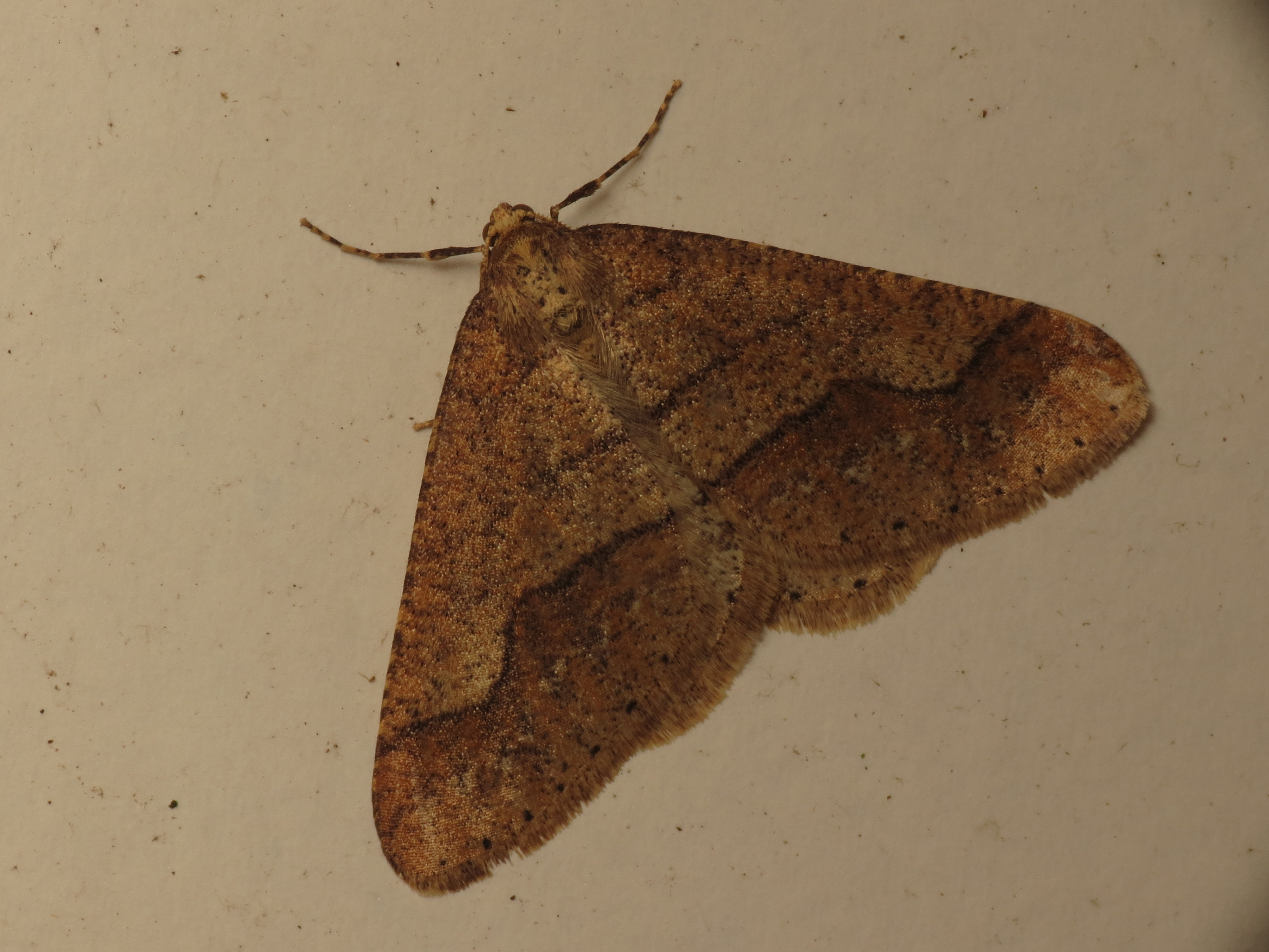